# Chthonic (Album)
Chthonic (Von altgriechisch χθών chthon, deutsch ‚Erde‘, ist eine Konnotation für mit dem Erdreich oder der Unterwelt in Verbindung stehende Wesenheiten) ist ein im April 2023 veröffentlichtes Konzeptalbum der amerikanischen Funeral-Doom-Band Mesmur.
Die vom Progressive Rock beeinflusste Musik wurde vielfach als besonders hochwertig und atmosphärisch gelobt. So wurde das, lyrisch auf paranormale Erzählungen und Horrorgeschichten ausgerichtete, vierte Album von Mesmur bereits zur Veröffentlichung von Rezensenten als Band- und Genre-Meilenstein beurteilt.

## Geschichte
Das multinational besetzte Bandprojekt um den Gitarristen Jeremy „Yixja“ Lewis bestand zur Aufnahme ihres dritten Studioalbums aus dem Schlagzeuger John Devos, dem australischen Sänger Chris G und den italienischen Bassisten Michele Mura. Wie das vorausgegangene Album Terrene behielt die Band ihren Vertrag mit Solitude Productions für die Veröffentlichung des Albums bei, ging hinzukommend eine Kooperation mit dem britischen Label Aesthetic Death Records für die Vermarktung auf dem europäischen Markt ein. Auch an den Arbeitsbedingungen änderten die Bandmitglieder nichts. So wurde Chthonic in unterschiedlichen Aufnahmesettings ohne professionelles Studio und ohne gemeinsame Studiozeit erarbeitet und eingespielt. Jeder der Musiker spielte seinen Teil in einem Homerecording-Setting ein während sich die Bandmitglieder im virtuellen Raum zu Fortschritten und Ideen austauschten. Die Abmischung des Ausgangsmaterials übernahm Lewis selbst. Das Mastering übernahm der Betreiber des Labels Solitude Productions und Musiker von Intaglio Evgeny Semenov. Ein exakter Aufnahmezeitraum kann aufgrund der Entstehungsbedingungen nicht benannt werden. Als Gäste treten Brianne Vieira mit Geige und Cello und Kostas Panagiotou von Pantheist an der Orgel in Erscheinung.

## Albuminformationen
Chthonic erschien am 14. April 2023 als viertes Studioalbum der Band mit fünf separaten Stücken und einer Gesamtspielzeit von 47:55 Minuten. Das Webzine No Clean Singing präsentierte zwei vor der offiziellen Veröffentlichung das gesamte Album als Stream.

### Konzept
Das Konzeptalbum nimmt gegenüber Mesmur, S und Terrene ein neues Thema auf. Während die ersten drei Alben sich mit den Themen Entropie und Apokalypse befassten, ist Chthonic als Sammlung paranormaler Erzählungen und Horrorgeschichten angelegt. Mitunter wurde dem Album eine Metaebene attestiert in der Musik und Texte in ihrer Einheit der Auseinandersetzung mit der metaphysischen Frage nach der Existenz einer unsterblichen Seele und eines Jenseits dienen.

### Gestaltung
Die Gestaltung übernahm Vladislav Cadaversky. Cadaversky brachte sich bereits bei den Alben S und Terrene als Coverkünstler ein. Das Bild zeigt eine anamorphe grüne Gestalt vor einem von grün zu braun changierenden Hintergrund. In den Farbverläufen sind diverse weitere Figurenköpfe und Aspekte einer Geografie angedeutet.

### Stil
Das Album wird dem Funeral Doom zugerechnet. Abseits der beiden Stücke, die einleitend und des ausklingend als Prelude und Coda benannt wurden, sind die Stücke dem Genre entsprechend lang. Den auf früheren Veröffentlichten Stil zwischen Death und Funeral Doom behielt die Band bei. Mit Geigen- und Celloaufnahmen durch Brianne Vieira und dem Gastauftritt von Kostas Panagiotou von Pantheist wahrt die Band auf Chthonic die Balance von Melodie und Dissonanz. Entsprechend bleibt die Musik auch auf dem vierten Album der Gruppe betont langsam, beinhaltet jedoch eine ausgeprägte Dynamik. So wirke die Art der Entwicklung und Verwandlung der Songs, die sich mit einer gewissen Regelmäßigkeit unerwartet wandeln, geradezu „brilliant[:] Abrupte Schreie, wechselnde Tempi, sphärische Übergänge.“
Das für den Funeral Doom typische schleppende Riffing wird von ätherischen Synthesizerspuren und gutturalem Growling überlagert. Die Kompositionen nutzen Aspekte der sinfonischen Dichtung, die vom Progressive Rock der 1970er sowie vom Extreme Doom beeinflusst sind. Als besonderer Einfluss gilt Esoteric.

## Wahrnehmung
Chthonic wurde international einhellig positiv Rezensiert. Mitunter wurde das Album als beste Veröffentlichung der Band, des Monats und potentiell des zur Veröffentlichung noch jungen Veröffentlichungsjahres beurteilt.

„Mesmur has made an album that I think will stand tall in the annals of funeral doom, not just this year, but for many years to come.“

„Mesmur hat ein Album geschaffen, das nach meiner Meinung in die Annalen des Funeral Doom eingehen wird, nicht nur in diesem Jahr, sondern für viele Jahre.“

Die Gruppe habe sich mit all ihren Veröffentlichungen als Interpret von hoher Qualität erwiesen, mit Chthonic allerdings ein anderes Niveau erreicht. Der emotionale und progressive Funeral Doom müsse in die „Meisterklasse“ des Genres gerechnet werden. „Reich an atmosphärischer Tiefe,“ sei Chthonic „ein Album, in dem man sich immer und immer wieder verlieren“ könne.
Dass die Besetzung sich seit 2015 bewährt habe und die Gruppe die gemeinsamen und individuellen Qualitäten ausspiele trage so dazu bei, dass Chthonic eines der „besten Alben der letzten Zeit“ sei. Insbesondere lobten Rezensenten eine hypnotische und kontemplative Wirkung, die erst nach dem Ausklingen des Albums verfliege. Dennoch beweise Mesmur „ein Händchen dafür, Aufmerksamkeit aufrechtzuerhalten“. Das Album wirke „tiefgründig, schwer und undurchschaubar“ ohne zu überfordern. Es sei „aufregend, einehmend und mit einer formalen Sorgfalt“ erarbeitet, die in diesem Genre Seltenheit besäße. Dadurch wohne Chthonic das Potential inne sich als kreativer Meilenstein für den gesamten Funeral Doom zu erweisen. Sich hinzulegen und mit geschlossenen Augen sich völlig der Musik zu widmen, sei die beste Möglichkeit das Album zu erfassen und davon eingenommen zu werden.

„The deeper immersion into progressive waters and the extraterrestrial elements that smear over these five songs feels like a spiritual journey to touch the face of those existing beyond. It’s a powerful, chilling record, Mesmur’s most imaginative and satisfying creation.“

„Das tiefere Eintauchen in progressive Gewässer und die außerweltlichen Elemente, die diese fünf Songs durchziehen, fühlen sich wie eine spirituelle Reise, das Gesicht derer zu berühren, die im Jenseits existieren, an. Es ist ein kraftvolles, beängstigendes Album, Mesmurs fantasievollste und befriedigendste Schöpfung.“